# دوغ ميلو
دوغ ميلو (بالإنجليزية: Doug Mello)‏ هو مدرب كرة قدم ولاعب كرة قدم أمريكي، ولد في القرن العشرين في هارتفورد في الولايات المتحدة.